# Uenohara
Uenohara (jap. 上野原市, -shi) ist eine Stadt in der Präfektur Yamanashi in Japan.

## Geographie
Uenohara liegt östlich von Ōtsuki und westlich von Tokio.

## Geschichte
1990 wurde der Asteroid (4381) Uenohara nach der Stadt benannt.
Uenohara wurde am 13. Februar 2005 durch Eingemeindung des Dorfes Akiyama im Landkreis Minamitsuru zur Großstadt (Shi).

## Verkehr
- Zug:

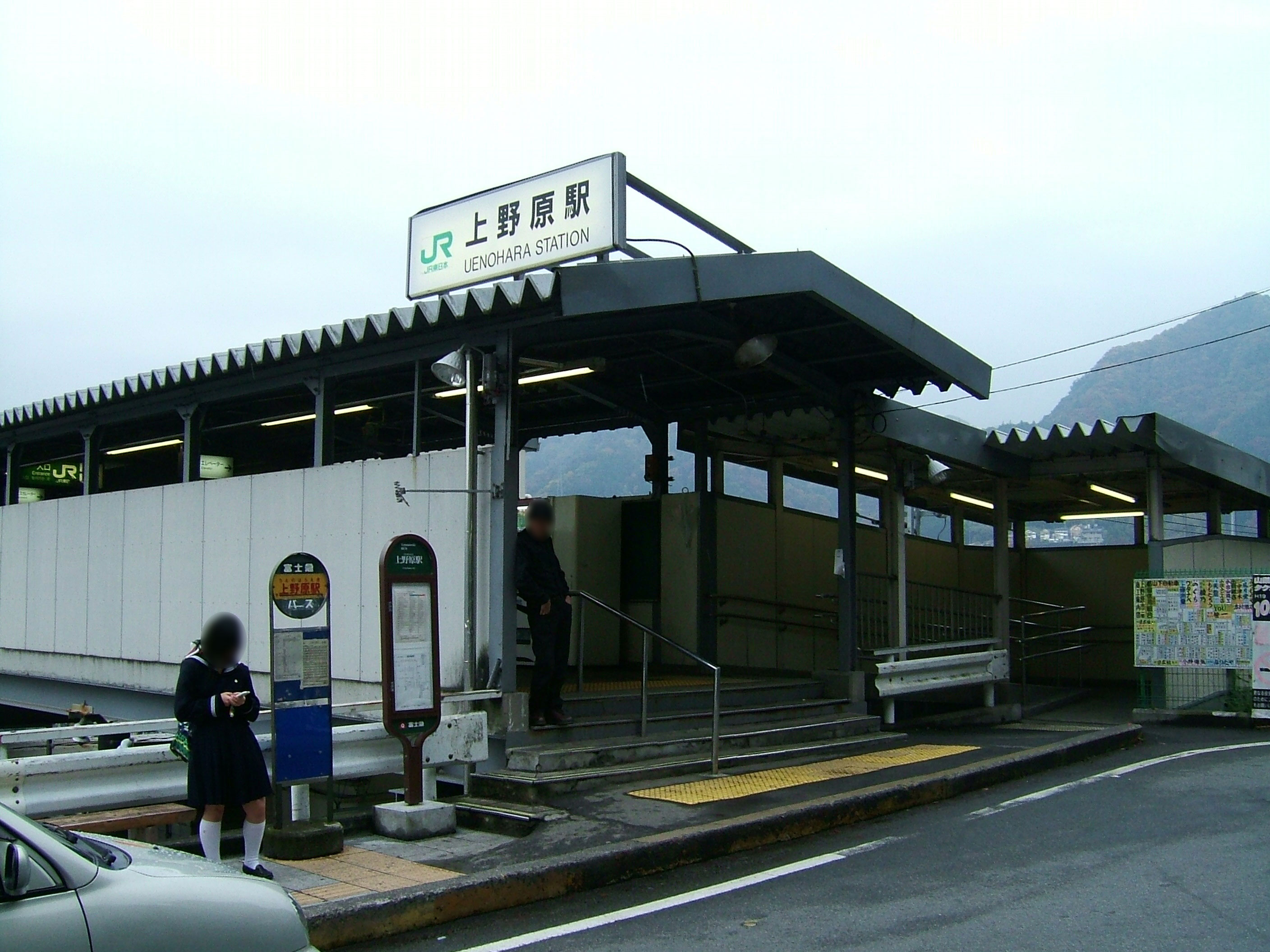
Bahnhof Uenohara

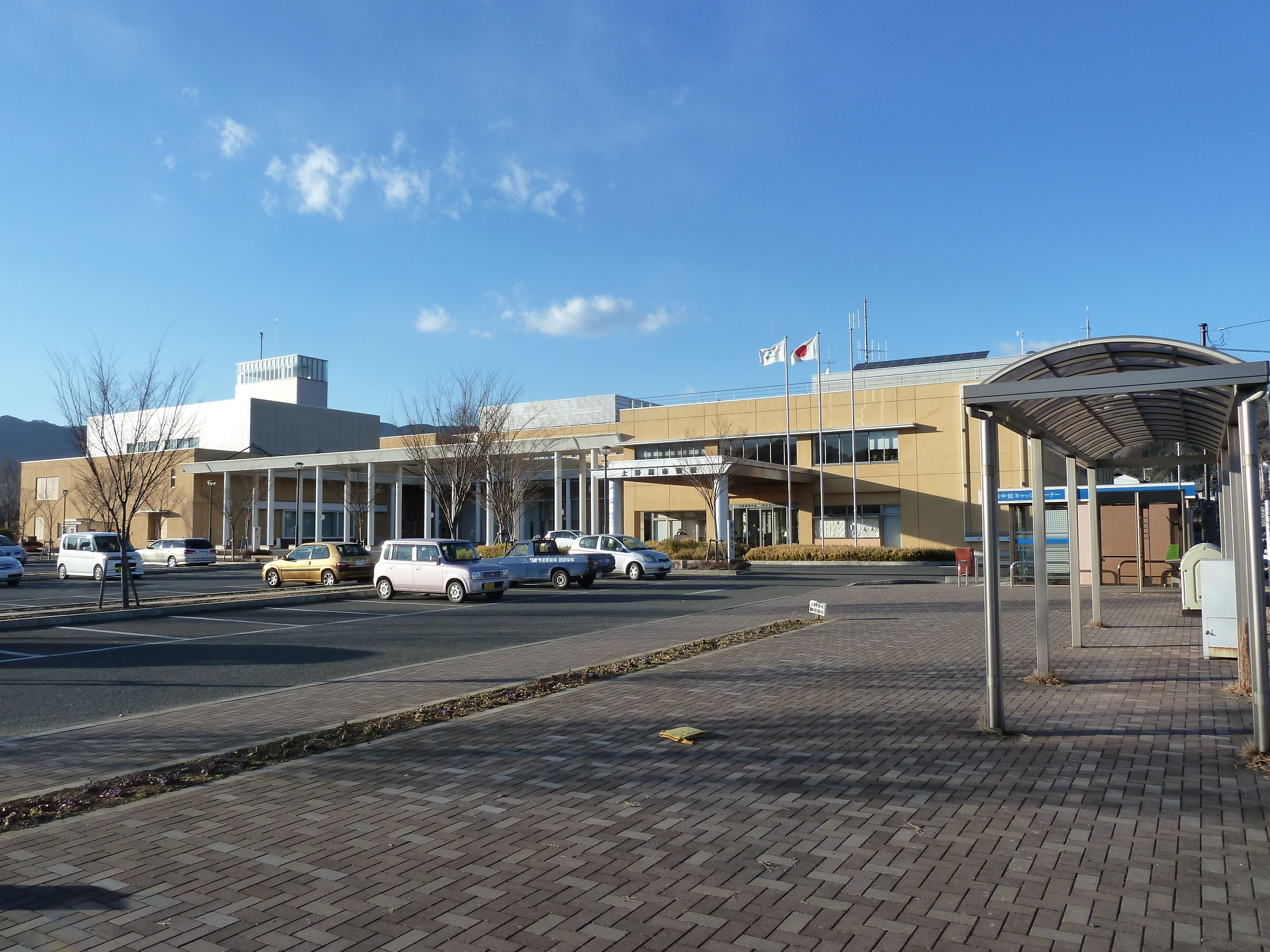
Rathaus

  - JR Chūō-Hauptlinie, nach Tōkyō oder Nagoya
- Straße:
  - Chūō-Autobahn
  - Nationalstraße 20, nach Tōkyō oder Shiojiri

## Angrenzende Städte und Gemeinden
- Präfektur Yamanashi
  - Ōtsuki
  - Tsuru
  - Dōshi
  - Kosuge
- Präfektur Tokio
  - Okutama
  - Hinohara
- Präfektur Yamanashi
  - Sagamihara